# Ephorie für Prähistorische und Klassische Altertümer
Eine Ephorie für Prähistorische und Klassische Altertümer (griechisch Εφορεία Προϊστορικών και Κλασικών Αρχαιοτήτων) ist in Griechenland eine regionale Abteilung des Kulturministeriums, die für die archäologische Bodendenkmalpflege zuständig ist.
Die Amtsbefugnis der Ephorien erstreckt sich auf alle Angelegenheiten in Bezug auf Funde, Sicherung und Schutz des griechischen materiellen Erbes. Dies umfasst auch die Ausstellung in Museen, die Konservierung, Rekonstruktion, das Studium und die Publikation aller Monumente und Fundgegenstände. Die Ephorien überwachen die Einhaltung aller Gesetze und Vorschriften, die sich auf antike Hinterlassenschaften beziehen.
Zurzeit gibt es 39 solcher Abteilungen. Die Nummerierung erfolgt durch die griechischen Zahlzeichen von A´ (1.) bis ΚΘ΄ (39.).

## Liste der Ephorien, Präfekturen und Amtssitze
| 1. Ephorie: Athen. Sitz: Athen 2. Ephorie: Region Attika mit Ausnahme der durch die 1. und die 3. Ephorie abgedeckten Gebiete und der Region von Aigosthena. Sitz: Athen 3. Ephorie: Kommune Athen mit Ausnahme des durch die 1. Ephorie abgedeckten Gebietes und die Regionen Eleusis und Agii Theodori in der Präfektur Korinthia Sitz: Athen 4. Ephorie: Präfektur Argolis. Sitz: Nafplio 5. Ephorie: Präfektur Lakonien. Sitz: Sparti 6. Ephorie: Präfektur Achaia. Sitz: Patras 7. Ephorie: Präfektur Elis (Ilia). Sitz: Archea Olympia 8. Ephorie: Präfektur Kerkyra. Sitz: Kerkyra 9. Ephorie: Präfektur Boiotien. Sitz: Theben 10. Ephorie: Präfektur Phokis. Sitz: Delphi 11. Ephorie: Präfektur Euböa. Sitz: Chalkida 12. Ephorie: Präfektur Ioannina. Sitz: Ioannina 13. Ephorie: Präfektur Magnisia. Sitz: Volos 14. Ephorie: Präfekturen Fthiotida und Evrytania. Sitz: Lamia 15. Ephorie: Präfektur Larisa. Sitz: Larisa 16. Ephorie: Präfekturen Thessaloniki, Kilkis und Chalkidike. Sitz: Thessaloniki 17. Ephorie: Präfekturen Pella und Imathia. Sitz: Edessa 18. Ephorie: Präfekturen Kavala und Drama. Sitz: Kavala 19. Ephorie: Präfekturen Rodopi und Evros. Sitz: Komotini 20. Ephorie: Präfekturen Lesbos und Chios. Sitz: Mytilini | 1. Ephorie: Präfekturen Kykladen und Samos. Sitz: Athen 2. Ephorie: Präfektur Dodekanes. Sitz: Rhodos 3. Ephorie: Präfektur Iraklio. Sitz: Iraklio 4. Ephorie: Präfektur Lasithi. Sitz: Agios Nikolaos 5. Ephorie: Präfekturen Chania und Rethymno. Sitz: Chania 6. Ephorie: Kommunen Piräus, Keratsini, Drapetsona, Perama, Korydallos, Nikea (zum Teil), Agios Ioannis Rendis, Tavros, Kallithea, Moschato, Paleo Faliro, Alimos, Elliniko, Glyfada, Voula, Vari, Varkiza, Vouliagmeni, außerdem Methana und Troizen in der Ostpeloponnes sowie die Inseln Salamis, Ägina, Poros, Kythira und Andikythira. Sitz: Piräus 7. Ephorie: Präfektur Pieria. Sitz: Katerini 8. Ephorie: Präfektur Serres. Sitz: Serres 9. Ephorie: Präfektur Florina und Kastoria. Sitz: Florina 10. Ephorie: Präfektur Kozani und Grevena. Sitz: Eani 11. Ephorie: Präfektur Xanthi. Sitz: Xanthi 12. Ephorie: Präfektur Thesprotia. Sitz: Igoumenitsa 13. Ephorie: Präfektur Arta. Sitz: Preveza 14. Ephorie: Präfekturen Karditsa und Trikala. Sitz: Karditsa 15. Ephorie: Präfekturen Kefallinia und Zakynthos. Sitz: Argostoli 16. Ephorie: Präfekturen Ätolien-Akarnanien und Lefkada. Sitz: Mesolongi 17. Ephorie: Präfektur Korinthia. Sitz: Korinth 18. Ephorie: Präfektur Messenien. Sitz: Kalamata 19. Ephorie: Präfektur Arkadien. Sitz: Tripoli |